# Aquilino Ribeiro
Aquilino Gomes Ribeiro (13 de septiembre de 1885 en Carregal de Tabosa, concejo de Sernancelhe - Lisboa, 7 de mayo de 1963) fue un escritor portugués. Este principal autor del siglo XX, fue propuesto al Premio Nobel en 1960. Republicano, en su juventud tuvo que exiliarse a Francia por su oposición a la monarquía, pero volvió a su país en 1914. Luego, Salazar intentó censurar obras suyas, y tuvo que exiliarse otra vez. Cuando murió en Lisboa era reconocido por todos en Portugal.

## Trayectoria
Aquilino Ribeiro nació en un pueblo de la Beira Alta. A los diez años sus padres se trasladaron a Soutosa; allí es donde hizo la primaria. A continuación fue a Lamego y luego a Viseu, donde entró en el seminario pero que abandonó por falta de vocación. 
Cumplidos los veinte años, en 1906 se instaló en Lisboa. En pleno periodo de agitación republicana, empezó a escribir los primeros artículos en ciertos periódicos y se comprometió por la causa renovadora. En 1907, tras la explosión de una bomba será detenido. Sin embargo, consiguió evadirse. 
Aunque no participó directamente, estaba implicado en el regicidio de Lisboa y conocía el plan y a los asesinos, como declaró en su obra Un escritor confiesa. Entre 1908 y 1914, vivirá entre París y Berlín, ciudades en las que amplió enormemente sus horizontes. 
Aquilino regresa a Portugal en 1914, al iniciarse la Gran Guerra. En 1918 publica su primera novela, A Vida Sinuosa, que dedica a la memoria de su padre, Joaquim Francisco Ribeiro. Entra en 1919 a trabajar definitivamente en la Biblioteca Nacional; y a partir de ese año, escribe incesantemente: Terras do Demo (1919), O Romance da Raposa (1924), Andam Faunos Pelos Bosques (1926), A Batalha Sem Fim (1931) y muchos otros títulos. 
Sin embargo, se verá envuelto otra vez en las revueltas contra la dictadura militar, tanto en Porto como en Viseu. Por ello habrá de exiliarse a París en dos ocasiones, en 1927 y en 1928; en esta ciudad se casará por segunda vez (la primera mujer había fallecido). 
A partir de 1935 su tarea literaria se hace más fecunda: Volfrâmio (1944); O Arcanjo Negro (1947); O Malhadinhas (1949); A Casa Grande de Romarigães (1957), que es la crónica de un linaje, rastreado desde su origen en el siglo XVII hasta el XIX; y Quando os Lobos Uivam (1958). Este último libro fue secuestrado por la censura, y se le juzgó por su contenido. Viajó entonces a Brasil, Londres y de nuevo París. 
En 1963, durante las conmemoraciones del 50° aniversario de su primer libro —promovidas por la Sociedade Portuguesa de Escritores, que presidía Ferreira de Castro— enfermó inesperada y gravemente. Murió el 7 de mayo de 1963, con 78 años. Fue enterrado en el Panteão Nacional de Lisboa.  
Aquilino es autor de más de 70 novelas que son crónicas de una sociedad agraria hoy casi extinta, por lo que se le considera en la estela de Camilo Castelo Branco, al que admiraba y a quien estudió a fondo. Muchas de ellas tienen un carácter autobiográfico (A Via Sinuosa, Lápides Partidas), y en todo caso su calidad literaria ha sido alabada a lo largo del siglo XX por todos. Hay que añadir sus memorias, Um Escritor Confessa-se (1961),
Escribió otros libros, por añadidura, sobre la historia de Portugal, y sus escritores más importantes: Camoens, Camilo Castelo Branco (O romance de Camilio en tres volúmenes es una referencia camiliana básica) y Eça de Queiroz. 
Tradujo, por añadidura, el Quijote así como las Novelas ejemplares de Cervantes (que también prologó). Y, sin embargo, es un autor desconocido en España. La reedición de sus obras es continua en Portugal.

## Obras
- A Via Sinuosa (1918), novela sobre su juventud
- Terras do Demo (1919), novela
- O Malhadinhas (1920), novela
- Estrada de Santiago (1922)
- Andam Faunos pelo Bosques (1926), novela
- Romance da Raposa (1929), novela
- O Homen que Matou o Diabo (1930), novela
- Batalha Sem Fim (1931), novela
- Alemanha Ensanguentada (1935), notas sobre su visita a Alemania en 1920.
- Volfrâmio (1944), novela
- Lápides Partidas (1945), novela autobiográfica
- O Arcanjo Negro (1947), novela
- Cinco Reis de Gente (1947), novela
- O Malhadinhas (1949), novela
- A Grande Casa de Romarigães (1957), novela. >> Tr. "La casa grande de Romarigães" (La Habana, 1980)
- Quando os Lobos Uivam (1958), novela
- Um Escritor Confessa-se (1961), memorias